# Liste des souverains du Baguirmi
 (décembre 2022).
La mise en forme du texte ne suit pas les recommandations de Wikipédia : il faut le « wikifier ».
Les points d'amélioration suivants sont les cas les plus fréquents. Le détail des points à revoir est peut-être précisé sur la page de discussion.
- Les titres sont pré-formatés par le logiciel. Ils ne sont ni en capitales, ni en gras.
- Le texte ne doit pas être écrit en capitales (les noms de famille non plus), ni en gras, ni en italique, ni en « petit »…
- Le gras n'est utilisé que pour surligner le titre de l'article dans l'introduction, une seule fois.
- L'italique est rarement utilisé : mots en langue étrangère, titres d'œuvres, noms de bateaux, etc.
- Les citations ne sont pas en italique mais en corps de texte normal. Elles sont entourées par des guillemets français : « et ».
- Les listes à puces sont à éviter, des paragraphes rédigés étant largement préférés. Les tableaux sont à réserver à la présentation de données structurées (résultats, etc.).
- Les appels de note de bas de page (petits chiffres en exposant, introduits par l'outil «  Source ») sont à placer entre la fin de phrase et le point final[comme ça].
- Les liens internes (vers d'autres articles de Wikipédia) sont à choisir avec parcimonie. Créez des liens vers des articles approfondissant le sujet. Les termes génériques sans rapport avec le sujet sont à éviter, ainsi que les répétitions de liens vers un même terme.
- Les liens externes sont à placer uniquement dans une section « Liens externes », à la fin de l'article. Ces liens sont à choisir avec parcimonie suivant les règles définies. Si un lien sert de source à l'article, son insertion dans le texte est à faire par les notes de bas de page.
- La présentation des références doit suivre les conventions bibliographiques. Il est recommandé d'utiliser les modèles {{Ouvrage}}, {{Chapitre}}, {{Article}}, {{Lien web}} et/ou {{Bibliographie}}. Le mode d'édition visuel peut mettre en forme automatiquement les références.
- Insérer une infobox (cadre d'informations à droite) n'est pas obligatoire pour parachever la mise en page.

Pour une aide détaillée, merci de consulter Aide:Wikification.
Si vous pensez que ces points ont été résolus, vous pouvez retirer ce bandeau et améliorer la mise en forme d'un autre article.
 (décembre 2022).
La liste des souverains du Baguirmi recense les Mbang (titre porté par le souverain) du royaume du Baguirmi, qui est un ancien État localisé dans l'État actuel du Tchad.

## Liste
| Dates                         | Titulaire                                                  | Notes                                         |
| ----------------------------- | ---------------------------------------------------------- | --------------------------------------------- |
| c.1480                        | Fondation de l'État du Baguirmi                            | Fondation de l'État du Baguirmi               |
| Mbang (ou Sultan)             |                                                            |                                               |
| Dynastie Alaouite             |                                                            |                                               |
| de 1522 à 1536                | Birni Besse, Mbang                                         |                                               |
| de 1536 à 1548                | Lubatko, Mbang                                             |                                               |
| de 1548 à 1568                | Malo, Mbang                                                |                                               |
| de 1568 à 1608                | ‘Abdallah, Mbang                                           |                                               |
| de 1608 à 1625                | ‘Umar                                                      |                                               |
| de 1625 à 1635                | Dalai, Mbang                                               |                                               |
| de 1635 à 1665                | Burkomanda I, Mbang                                        |                                               |
| de 1665 à 1674                | ‘Abdul Rahman I, Mbang                                     |                                               |
| de 1674 à 1680                | Dalo Birni, Mbang                                          |                                               |
| de 1680 à 1707                | ‘Abdul Qadir I, Mbang                                      |                                               |
| de 1707 à 1722                | Bar, Mbang                                                 |                                               |
| de 1722 à 1736                | Wanja, Mbang                                               |                                               |
| de 1736 à 1741                | Burkomanda II Tad Lele, Mbang                              |                                               |
| de 1741 à 1751                | Loel, Mbang                                                |                                               |
| de 1751 à 1785                | Hajji Muhammad I al'Amin, Mbang                            |                                               |
| de 1785 à 1806                | ‘Abd ar-Rahman Gawrang, Mbang (‘Abdul Rahman II Gauranga)  |                                               |
| de 1806 à 1806                | Malam Ngarmaba Bira, Mbang                                 | 1er règne                                     |
| de 1806 à 1807                | ‘Uthman Burkomanda III al-Kabir, Mbang                     | 1er règne                                     |
| de 1807 à 1807                | Malam Ngarmaba Bira, Mbang                                 | 2e règne                                      |
| de 1807 à 1807                | ‘Uthman Burkomanda III al-Kabir, Mbang                     | 2e règne                                      |
| de 1807 à 1807                | Muhammad II, Mbang                                         |                                               |
| de 1807 à 1846                | ‘Uthman Burkomanda III al-Kabir, Mbang                     | 3e règne                                      |
| de 1846 à 1858                | ‘Abdul Qadir II al-Mahdi, Mbang                            |                                               |
| de 1858 à 1870                | Abu-Sekkin Mohammed III, Mbang (Mohammed IV Abu-Sekkin)    |                                               |
| de 1870 à 1871                | ‘Abd ar-Rahman II, Mbang (Abdul Rahman III)                |                                               |
| de 1871 à 1884                | Abu-Sekkin Mohammed III, Mbang (Mohammed IV Abu-Sekkin)    |                                               |
| de 1884 à 1885                | Burkomanda IV as-Saghir, Mbang                             |                                               |
| de 1885 à 1885                | Ngarmane Ermanala, Régent                                  |                                               |
| de 1885 à 1900                | Abd ar-Rahman Gawrang II, Mbang                            |                                               |
| Dynastie Zobeir               |                                                            |                                               |
| de 1897 à 1900                | Rabah le Conquérant, Mbang                                 |                                               |
| Dynastie Alaouite (restaurée) |                                                            |                                               |
| de 1900 à 1912                | Abd ar-Rahman Gawrang II, Mbang                            |                                               |
| Suzeraineté française         |                                                            |                                               |
| de 1912 à 1918                | Abd ar-Rahman Gawrang II, Mbang                            |                                               |
| de 1918 à 1935                | ‘Abdul Qadir III, Mbang (Muhammad Urada)                   |                                               |
| de 1936 à 1960                | Youssouf, Mbang                                            |                                               |
| 1960                          | État supprimé par le gouvernement du Tchad                 | État supprimé par le gouvernement du Tchad    |
| 14 juin 1970                  | État reconstitué par le gouvernement du Tchad              | État reconstitué par le gouvernement du Tchad |
| du 14 juin 1970 à 1980        | Mohamed Youssouf Mahamat, Mbang                            |                                               |
| de 1980 à 2003                | Abderahmane Gaourang III, Youssouf Mahamat Youssouf, Mbang | 27e Sultan                                    |
| du 18 août 2003 à nos jours   | Hadji Woli Mahamat, Mbang                                  | 28e Sultan                                    |